# Рэндалл, Фрэнки
Фрэнки Билли Рэндалл (англ. Frankie Billy Randall; 25 сентября 1961, Бирмингем — 23 декабря 2020, Бирмингем) — американский профессиональный боксёр, трёхкратный чемпион мира в первом полусреднем весе по версиям WBA (1994—1996, 1996—1997) и WBC (1994).

## Биография
Родился 25 сентября 1961 года в Бирмингеме, штат Алабама, США. Детство провёл в Морристауне, штат Теннесси.
В 1978—1980 годах боксировал среди любителей. В 1983 году начал карьеру среди профессионалов. Его соперниками были такие боксёры как Хулио Сесар Чавес, Марко Антонио Рубио, Питер Манфредо, Антонио Маргарито, Микеле Пиччирилло, Сэмми Фуэнтес, Джерри Пейдж и другие.
Рэндалл стал первым боксёром, победившим Хулио Сезара Чавеса, чей рекорд до их боя в 1994 году составлял 89 побед и 1 ничью.
Всего за карьеру Рэндалл провёл 77 боёв, в которых одержал 58 побед.
В последние годы жизни страдал от деменции и повреждений мозга. Скончался 23 декабря 2020 года в доме престарелых.